# Marija Aleksandrovna Blank
Marija Aleksandrovna Blank, coniugata Ul'janova (San Pietroburgo, 6 marzo 1835, 22 febbraio del calendario giuliano – Pietrogrado, 25 luglio 1916, 12 luglio del calendario giuliano), è stata un'insegnante di scuola primaria tedesca naturalizzata russa.
È nota soprattutto per essere stata la madre di Vladimir Lenin, il leader bolscevico fondatore dell'Unione Sovietica, di Aleksandr Il'ič Ul'janov, che fu giustiziato per il suo tentativo di assassinare lo zar reazionario Alessandro III nel 1887, e di Anna Il'inična Ul'janova, rivoluzionaria russa.

## Biografia

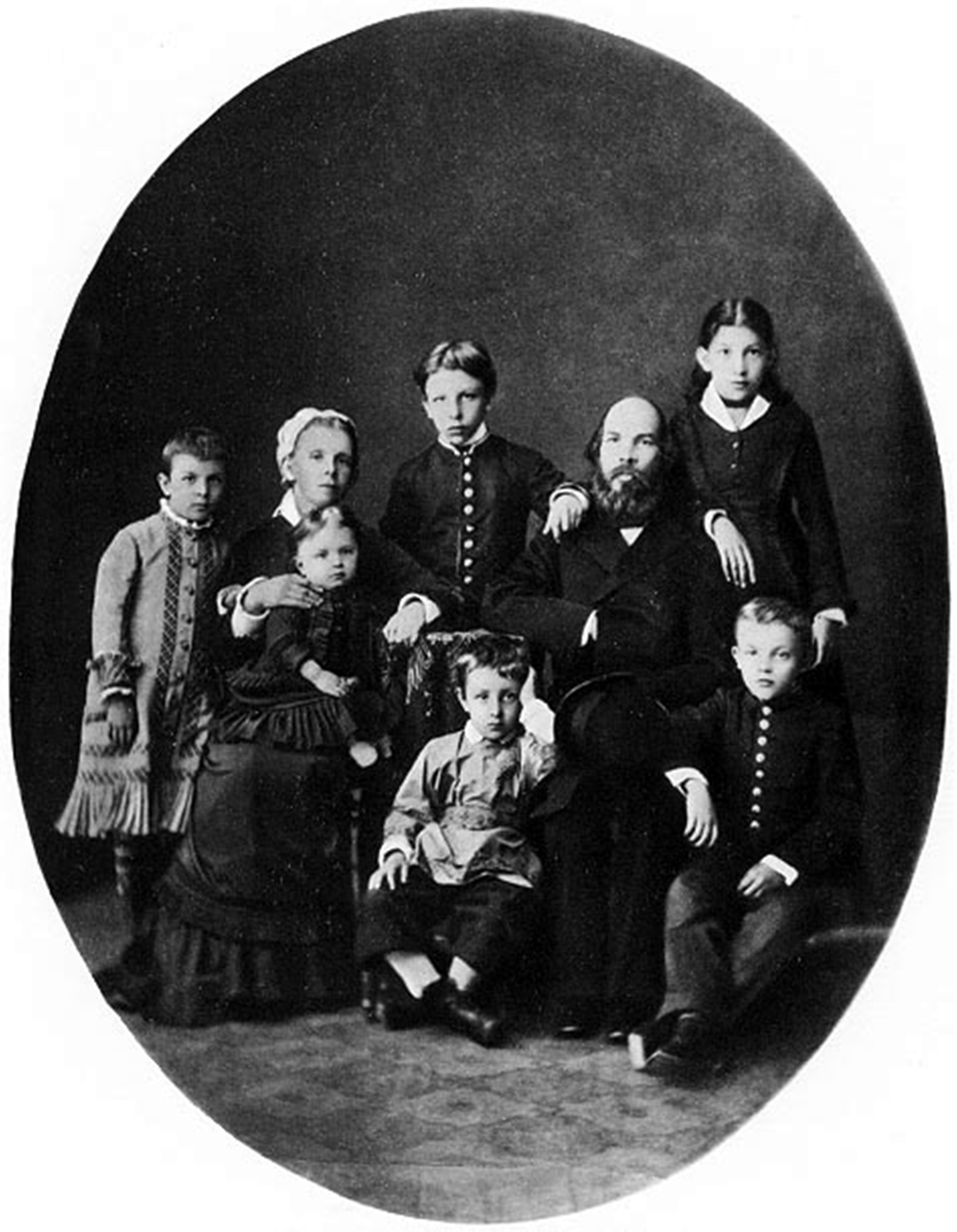
La famiglia Ul'janov nel 1879.

Marija Aleksandrovna era una dei sei figli di Aleksandr Dmitrevič Blank (nato Israël Moiševič Blank) un benestante medico russo, nato in Ucraina da una famiglia di origine ebraica ashkenazita, poi convertitosi al cristianesimo ortodosso. Sua madre, Anna Ivanovna Groschopf, era invece figlia di un tedesco del Volga, Johann Groschopf, e di una donna svedese, Anna Östedt, ambedue di religione luterana.
Suo padre era proprietario di terre nel governatorato di Kazan' e professava opinioni avanzate per i tempi. Nel 1838 la madre morì e suo padre si rivolse alla cognata, Ekaterina von Essen, per aiutarlo ad allevare i bambini. Insieme acquistarono una tenuta di campagna nei pressi di Kazan', e qui trasferirono la famiglia.
Educata in un ambiente luterano, la futura madre di Lenin fu istruita in casa, studiando la lingua tedesca, quella francese e l'inglese, nonché la letteratura russa e quella occidentale. Nel 1863 prese un titolo universitario da esterna e divenne insegnante di scuola primaria. Tuttavia, avrebbe dedicato la maggior parte della sua vita a occuparsi dell'istruzione dei propri figli.
Nel 1863, dopo aver sposato Il'ja Nikolaevič Ul'janov, un insegnante di matematica e fisica, la coppia visse in moderata prosperità a Penza. Più tardi, si trasferirono a Nižnij Novgorod, e quindi a Simbirsk, dove il marito assunse una posizione di prestigio come ispettore delle scuole pubbliche della gubernija di Simbirsk.
Dalla loro unione nacquero otto figli, due dei quali morirono in tenerissima età: Anna; Aleksandr; Ol'ga (1868-1869); Vladimir, il futuro Lenin; Ol'ga (1871-1891); Nikolaj (1873-1873); Dmitrij (1874-1943) e Marija.
Mostrò coraggio e fermezza di fronte alle tragedie e alle disgrazie che avrebbero perseguitato la sua famiglia durante la sua vita, vale a dire la morte del marito nel 1886, la perdita di due figli neonati nel 1869 e 1873, l'esecuzione del figlio Aleksandr nel 1887, la prematura morte della figlia Ol'ga nel 1891, e i molteplici arresti ed esili subiti dagli altri figli Vladimir, Anna, Dmitrij e Marija.
Monarchica, come il marito e all'esatto contrario di tutti i suoi figli, e conservatrice liberale, era impegnata nella riforma dell'emancipazione del 1861, introdotta dallo zar riformista Alessandro II: evitò i radicali politici e non ci sono prove che la polizia l'abbia mai messa sotto sorveglianza per il pensiero sovversivo. Quando Aleksandr fu condannato alla pena capitale, cercò invano di convincere il figlio a presentare domanda di grazia allo zar reazionario Alessandro III per ottenere una commutazione della pena.
A seguito dell'esilio del figlio, si recò all'estero due volte per incontrare Vladimir Lenin, in Francia nell'estate del 1902 e a Stoccolma nell'autunno del 1910.
Morì a San Pietroburgo il 25 luglio 1916, all'età di 81 anni. È sepolta nel cimitero Volkov.